# 4189 Sayany
A 4189 Sayany (ideiglenes jelöléssel 1979 SV9) a Naprendszer kisbolygóövében található aszteroida. Nyikolaj Sztyepanovics Csernih fedezte fel 1979. szeptember 22-én.